# Dinastia zacárida
Os Zacáridas-Mkhargrzeli (em armênio/arménio:  Զաքարյաններ-Երկայնաբազուկ; em georgiano:  ზაქარიდები-მხარგრძელი), também Zacáridas (em armênio/arménio:  Զաքարյաններ, transl. Zak'aryanner), também conhecidos por seu nome georgiano como Mkhargrzeli (მხარგრძელი), foram uma nobre dinastia armênia-georgiana. Seu nome em georgiano, Mkhargrzeli (em armênio: Երկայնաբազուկ; Yerkaynbazuk) significava "braços longos". Uma lenda familiar diz que esse nome era uma referência ao seu ancestral aquemênida Artaxerxes II, o "Longímano" (r. 404–358 a.C.). De acordo com Cyril Toumanoff e a Encyclopædia Iranica, eles eram uma ramificação da família armênia Palavuni. Os zacáridas se consideravam armênios.